# أنتوني هينريتش
أنتوني هينريتش (بالتشيكية: Antonín Filip Heinrich)‏ (بالإنجليزية: Anthony Philip Heinrich)‏ هو موزع وملحن وعازف كمان أمريكي وتشيكي، ولد في 11 مارس 1781 في Krásný Buk ‏ في التشيك، وتوفي في 3 مايو 1861 في نيويورك في الولايات المتحدة.

## وصلات خارجية
- أنتوني هينريتش على موقع ميوزك برينز (الإنجليزية)
- أنتوني هينريتش على موقع ديسكوغز (الإنجليزية)